# Бремсберг

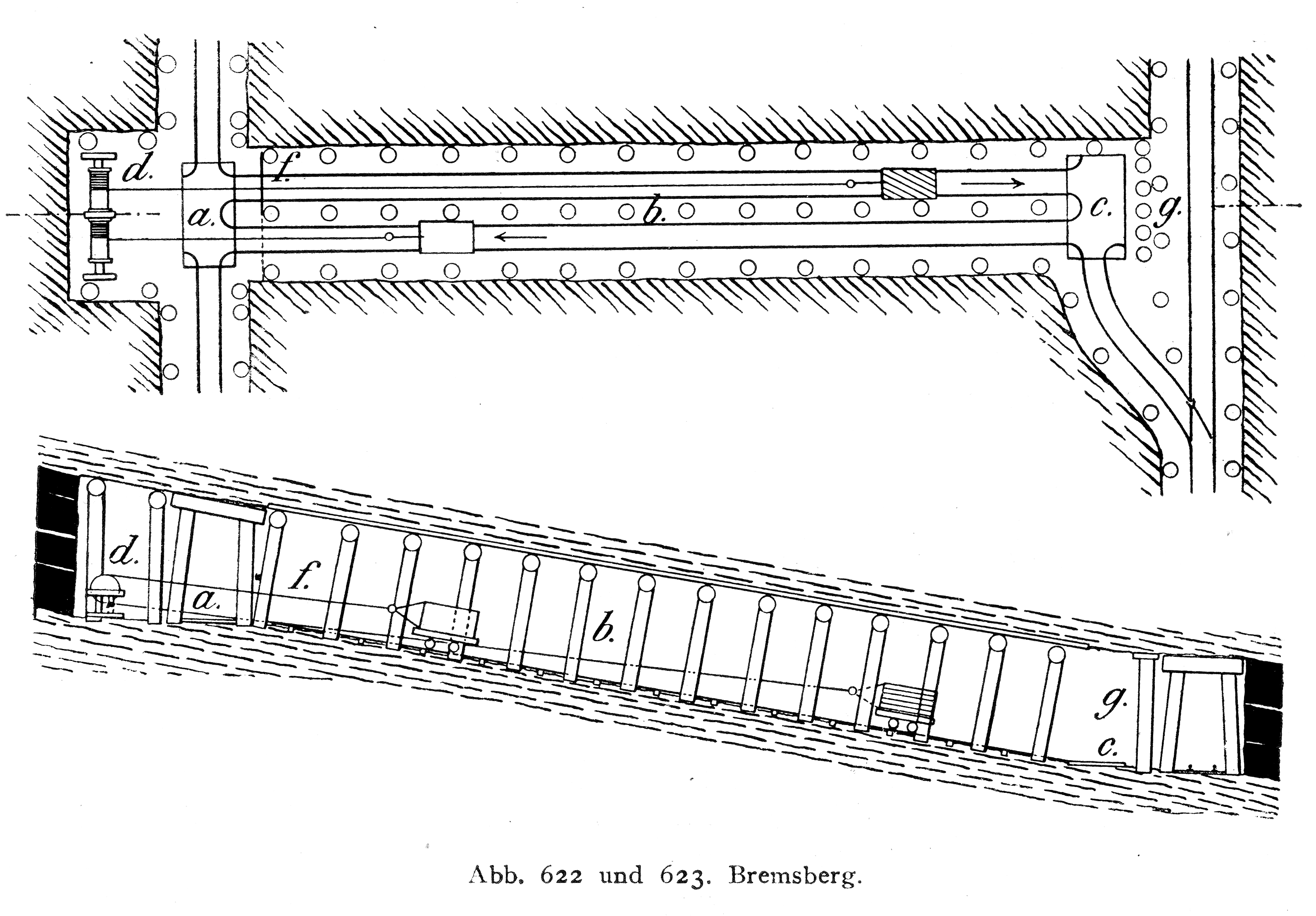
Схема "гальмівної гірки" (Bremsberg)

Бремсберг (англ. break incline, inclined drift, slope, gravity plane, jig, gravity incline, rope incline) (від Bremse — гальмо і Berg — гора)— похила гірнича виробка, яка не має безпосереднього виходу на земну поверхню і призначена для транспортування гірничої маси з верхніх горизонтів на нижчі. Розміщена за падінням пласта чи порід вище основного відкатного (транспортного) горизонту і призначена для транспортування корисних копалин та інших вантажів. Звичайно обладнується засобами механізації транспорту, на відміну від скату. Бремсберг звичайно проводиться спареним із ходком (ходками).
Назва «бремсберг» походить від нім. Bremsberg (гальмівна горка): так називали похилу транспортну гірничу виробку (нім. Berg), в якій здійснювався спуск породи або корисної копалини у вагонетках двокінцевою канатною відкаткою з використанням гальмівного пристрою (див. схему).

В залежності від призначення і застосування розрізняють Б. головні (основні), панельні, проміжні (дільничні) та допоміжні. Головний Б. обслуговує всю бремсбергову частину шахтного поля (поверховий спосіб підготовки), панельний Б. — панель, проміжний — виїмне поле і слугує головним чином для транспортування к.к. з підповерхів на поверховий відкатний штрек. Допоміжний Б. проводять паралельно головному та використовують для спуску породи та інших вантажів на відкатний горизонт поверху або шахти, а також підйому обладнання та матеріалів у зворотному напрямку, подачі свіжого або видалення відпрацьованого (висхідного) струменя повітря.